# شومینو
شومینو (به فرانسوی: Cheminot) یک کمون در فرانسه است که در Canton of Verny واقع شده‌است.

## خصوصیات
شومینو ۱۱٫۵ کیلومترمربع مساحت و ۵۳۵ نفر جمعیت دارد و ۱۸۰ متر بالاتر از سطح دریا واقع شده‌است.